# Cláusula mariposa
La llamada Cláusula Mariposa es un modelo de contrato de cláusula única que defiende el derecho moral de los programadores y de las industrias de software a oponerse de una forma eficaz -recurriendo a Tribunales de Arbitraje- a que los Estados se sirvan de sus creaciones para violar los Derechos Humanos.

El nombre de la cláusula es un homenaje a Edward Lorenz, creador del concepto "Efecto mariposa": cambios imperceptibles tienen efectos colosales.

## Planteamiento previo
- Desde que la Asamblea Constituyente francesa aprobara la Declaración de los Derechos del Hombre y del Ciudadano, el 26 de agosto de 1789, muchos han sido los textos fundadores de la protección de los Derechos Humanos. Han transcurrido más de dos siglos desde entonces, y nos tenemos que enfrentar al hecho, difícilmente rebatible, de que muchos Estados que en principio debieran respetar los Derechos Humanos no lo hacen. Los informes de Amnistía Internacional o Human Rights Watch reflejan un cuadro desolador al respecto.
- Las tiranías no solo utilizan armas y presidios, también recurren a dispositivos informáticos.
- Por otra parte, el Derecho contemporáneo ha venido reconociendo a los creadores un derecho moral independiente de los derechos patrimoniales.
- Finalmente, la globalización económica ha consagrado la existencia de fórmulas de arbitraje, de contratos con efectos internacionales y de una protección universal de los derechos de propiedad intelectual.

A partir de estas consideraciones, el jurista español José María Lancho ideó la Cláusula Mariposa, cada vez más difundida en los contratos de software.

La redacción original de la cláusula era la siguiente:

## Redacción original española
CONTRATO DE LICENCIA:

“El licenciador excluye cualquier uso del software cedido en las Administraciones Públicas del Estado adquirente en los supuestos de que el Estado proceda a efectuar un acto de agresión armada contra un tercer Estado o proceda a efectuar actos constitutivos de genocidio, crímenes de lesa humanidad o crímenes de guerra.

El incumplimiento de cualquiera de estas prohibiciones que quedan conectadas con los derechos cedidos, supondrá automáticamente la terminación, sin necesidad de previa notificación, de la licencia principal del software cedido y en consecuencia la inmediata revocación de los derechos concedidos y la abstención de su ejercicio dentro de las Administraciones Públicas. En todo caso permitirá la exigencia de daños y perjuicios al Licenciatario ante la Corte Arbitral de Tecnologías Pacíficas, sita en París o en Zúrich, a libre elección del demandante, sometiéndose a las normas de arbitraje de esa Corte, otorgando la capacidad para ser parte coadyuvante e incluso principal en defecto del licenciante, a cualquier perjudicado, posibilitando, en todo caso la exigibilidad y otorgabilidad de daños punitivos y daños coercitivos suficientes para detener la utilización no autorizada del software, todo ello con independencia de las responsabilidades criminales de las personas naturales implicadas, y utilizando exclusivamente la equidad como criterio determinador de la respuesta arbitral a que ambas partes aceptan someterse.

La utilización del programa licenciado supone la aceptación de los términos de este contrato como expresión contractual autónoma de cláusula de conciencia del titular del software. Las partes hacen expresa renuncia de una segunda instancia revisora de la sentencia arbitral”.

## Consecuencias jurídicas
- Supone la irrupción activa de los particulares en el Derecho Internacional, cuyo sujeto sólo son, en principio, los Estados y las organizaciones internacionales. El contrato permite que un particular pueda demandar a un Estado ante una Corte de Arbitraje.

- Permite a los particulares, y no sólo a los Estados, amparar los Derechos Humanos.
- Refuerza respecto del Derecho de Obligaciones y del Derecho de Propiedad Intelectual los derechos morales del autor.